# Cellara
Cellara ist eine Gemeinde in der Provinz Cosenza in der italienischen Region Kalabrien mit 481 Einwohnern (Stand 31. Dezember 2023).
Cellara liegt 15 km südöstlich von Cosenza.
Die Nachbargemeinden sind Aprigliano, Figline Vegliaturo, Mangone und Santo Stefano di Rogliano. Der Ort hat eine Haltestelle mit dem Namen Figline-Cellara an der Bahnstrecke Cosenza–Catanzaro.